# Ievgueni Nikolaïevitch Andreïev
Ievgueni Nikolaïevitch Andreïev (en russe : Евгений Андреев ; 4 septembre 1926 - 9 février 2000) est un officier des Forces aériennes soviétiques. Il établit un record officiel (par la Fédération aéronautique internationale car elle a reconnue l'exploit) du plus haut saut en parachute en chute libre le 1er novembre 1962, que le Livre Guinness des records a établi à 24 458 mètres. Un plus haut saut en parachute en chute libre avait été effectué auparavant par Joseph Kittinger de 31 333 mètres mais sans la reconnaissance de la FAI. Andreïev a reçu le titre Héros de l'Union soviétique pour son exploit.
Le record officiel d'Andreïev a duré jusqu'en 2012, lorsque Felix Baumgartner l'a battu avec un saut de 38 969 mètres.

## Biographie

### Jeunesse
Andreïev est né le 4 septembre 1926 à Novossibirsk, en Russie. De 1937 à 1942, il est élevé dans un orphelinat à Serov, dans la région de Sverdlovsk. Il a travaillé dans une usine de la ville de Nijny Taguil. Il était dans l'armée de terre soviétique en 1943. Il a étudié à l'école des pilotes d'Armavir.
En 1955, il est diplômé de l'école aéroportée de Riazan. Après avoir obtenu son diplôme, il a participé à un test de systèmes de parachute le 1er novembre 1962 dans le cadre d'une expérience secrète menée par le chef du programme spatial soviétique Sergueï Korolev. De 1972 à 1991, il est membre du PCUS.

### Carrière et mort
Le 1er novembre 1962, Andreïev et Piotr Dolgov sont montés de Volsk, près de Saratov. Andreïev a sauté de la capsule à 25 458 mètres et est tombé en chute libre à 24 500 mètres avant de déployer avec succès son parachute à 958 mètres.
Par décret du Præsidium du Soviet suprême de l'URSS du 12 décembre 1962 pour le courage et l'héroïsme manifestés lors de l'essai de l'équipement de parachute, Andreïev a reçu le titre de Héros de l'Union soviétique avec l'attribution de l'Ordre de Lénine et de l'étoile d'or (no 11092).
Andreïev était un maître des sports dans l'ex-URSS et titulaire de la licence sportive FAI no 3812.
En 1985, Andreïev, l'un des premiers du pays, a reçu le titre honorifique de parachutiste d'essai honoré de l'URSS, insigne no 3.
Au total, il a effectué huit sauts depuis la stratosphère.
Il vivait dans le village de Chkalovsky, dans la région de Moscou. Il est décédé le 9 février 2000 et est enterré dans le cimetière du village de Leoniha du district de Chtchelkovo, dans la région de Moscou.